# کوتاموباگو
کوتاموباگو (به لاتین: Kotamobagu) یک منطقهٔ مسکونی در اندونزی است که در سولاوسی شمالی واقع شده‌است.
 کوتاموباگو ۶۸٫۰۶ کیلومتر مربع مساحت و ۱۳۰٬۰۰۰ نفر جمعیت دارد.